# سيدريك هنتر
سيدريك هنتر (16 يناير 1965 في الولايات المتحدة - ) (بالإنجليزية: Cedric Hunter)‏ هو لاعب كرة سلة أمريكي في مركز هجوم خلفي. لعب مع Kansas Jayhawks ‏.

## وصلات خارجية
- سيدريك هنتر على موقع إن بي أي (الإنجليزية)
- سيدريك هنتر على موقع سبورتس رفرنس (الإنجليزية)
- سيدريك هنتر على موقع كرة السلة الأوروبية.كوم (الإنجليزية)
- سيدريك هنتر على موقع كلية كرة السلة في سبورتس رفرنس.كوم (الإنجليزية)
- سيدريك هنتر على موقع ريلجم (الإنجليزية)
- سيدريك هنتر على موقع بروبوليرز (الإنجليزية)